# Polens præsidentvalg 2000
Polens præsidentvalg 2000 blev afholdt den 8. oktober. Opstillet var oprindeligt 13 kandidater, dog trak Jan Olszewski sit kandidatur før valget til fordel for Marian Krzaklewski. Valgfrekvensen udgjorde 61,12%.
For første gang siden der i 1990 blev indført direkte valg til præsidentposten, lykkedes det en kandidat at opnå mere end halvdelen af de gyldige stemmer i første valgrunde, hvorfor der ikke blev afholdt nogen anden runde. Det var også første gang en siddende præsident blev genvalgt.

## Resultat
|  | Kandidat               | Parti                     | Stemmer   | % af stemmer |
|  | ---------------------- | ------------------------- | --------- | ------------ |
|  | Aleksander Kwaśniewski | partiløs (støttet af SLD) | 9 485 224 | 53,90%       |
|  | Andrzej Olechowski     | partiløs                  | 3 044 141 | 17,30%       |
|  | Marian Krzaklewski     | AWS                       | 2 739 621 | 15,57%       |
|  | Jarosław Kalinowski    | PSL                       | 1 047 949 | 5,95%        |
|  | Andrzej Lepper         | Samoobrona                | 537 570   | 3,05%        |
|  | Janusz Korwin-Mikke    | UPR                       | 252 499   | 1,43%        |
|  | Lech Wałęsa            | partiløs                  | 178 590   | 1,01%        |
|  | Jan Łopuszański        | PP                        | 139 682   | 0,79%        |
|  | Dariusz Grabowski      | partiløs                  | 89 002    | 0,51%        |
|  | Piotr Ikonowicz        | PPS                       | 38 672    | 0,22%        |
|  | Tadeusz Wilecki        | SN                        | 28 805    | 0,16%        |
|  | Bogdan Pawłowski       | partiløs                  | 17 164    | 0,10%        |